# Pronucula bollonsi
Pronucula bollonsi är en musselart som beskrevs av Powell 1955. Pronucula bollonsi ingår i släktet Pronucula och familjen nötmusslor. Inga underarter finns listade i Catalogue of Life.